# Castel Sant'Angelo (Kannur)
Castel Sant'Angelo (pt. Fortaleza de Santo Ângelo de Cananor; en. St. Angelo Fort) è il nome dato dai portoghesi alla fortezza da loro eretta a Kannur (pt. Cannanore), nello stato del Kerala, sulla costa sud-occidentale dell'India. La struttura è anche nota come Fortezza di Kannur o Forte Sant'Angelo di Cannanore.
La costa del Malabar era una regione maggiormente interessata dalla produzione ed esportazione di spezie, in particolare il pepe. Alla fine del XV secolo era un mosaico politico di piccoli regni, per lo più indù, ma caratterizzati dalla presenza di forti e ben inserite comunità di mercanti musulmani (arabi, curdi, ecc.) Apparteneva a questo mosaico il regno di Kolathunad, retto da un ragià della dinastia Kolathunad. All'inizio del XVI secolo, il porto di Kannur era il più importante di questo regno, secondo solo, a livello regionale, al principale emporio di spezie del Malabar, la città egemone di Kozhikode (pt. Calicut).
Kannur fu possedimento portoghese dal 1505 al 1663, quando fu conquistata dalle forze olandesi, passando poi alla Gran Bretagna.

## Storia

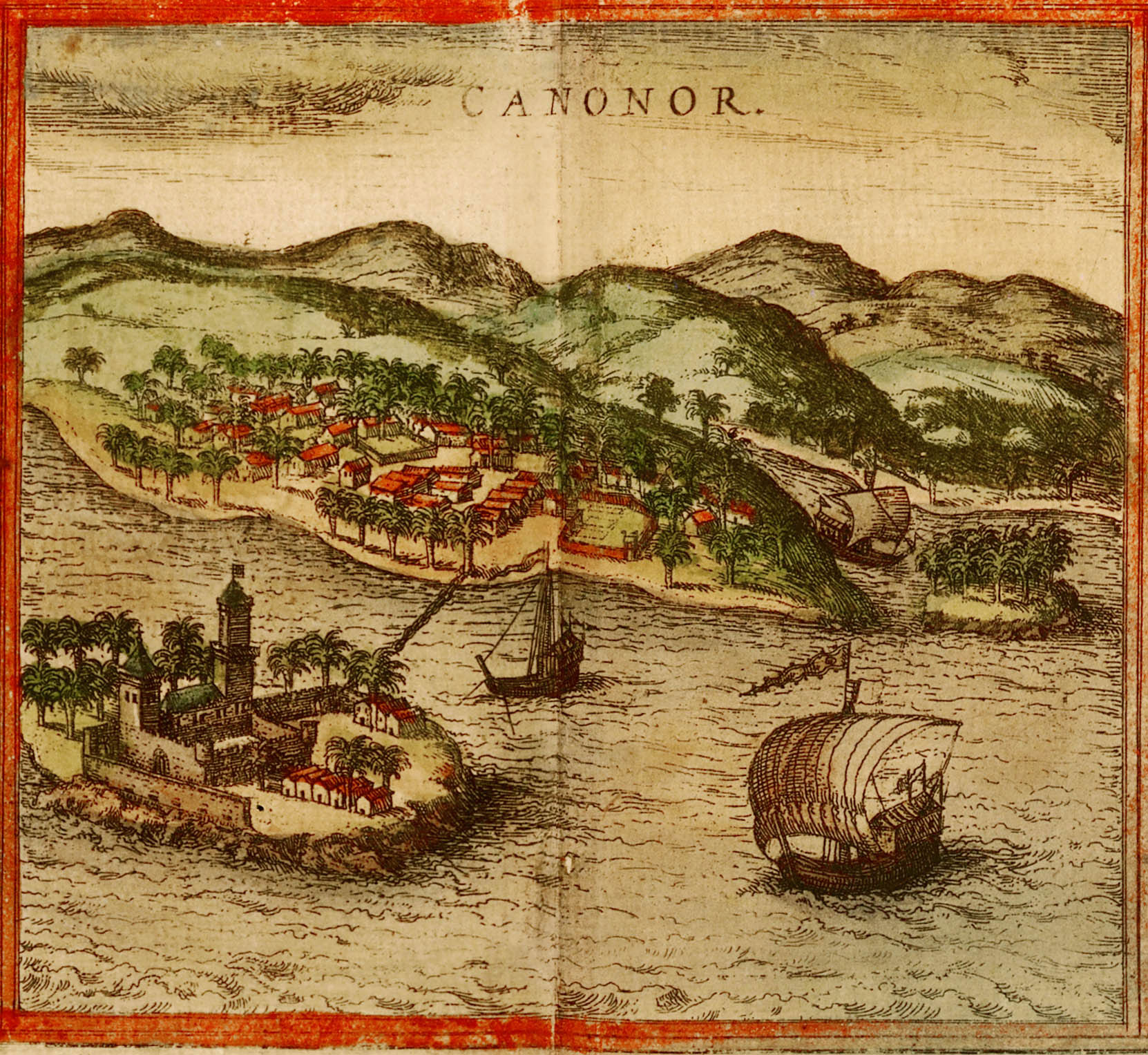
Kannur - ill. in

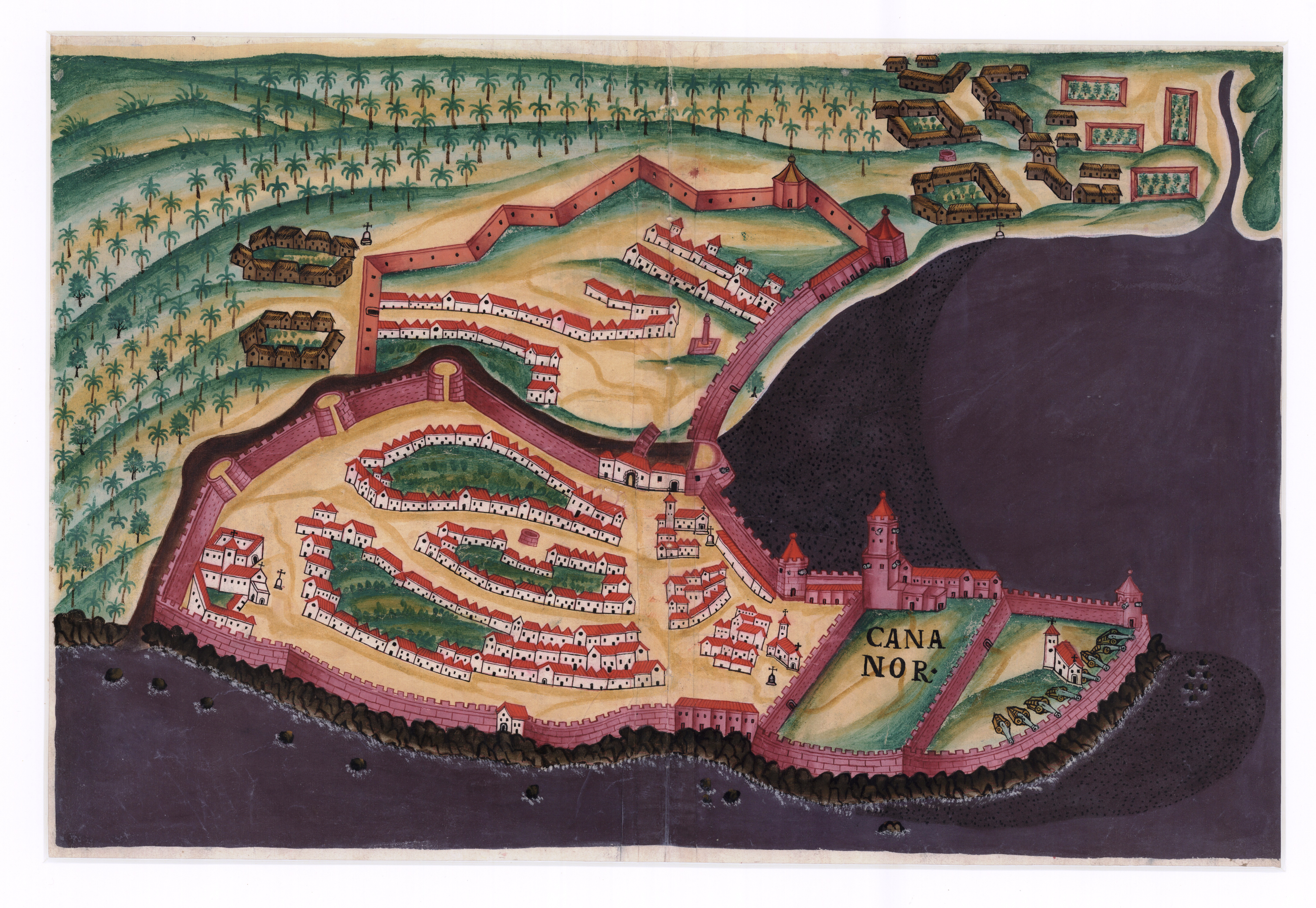
Kannur - ill. in Livro das Plantas das Fortalezas, 1635.

Kannur fu avvistata dalla flotta di Vasco da Gama già nel 1498 ma fu visitata dai portoghesi solo nel gennaio 1501 quando l'ammiraglio Pedro Álvares Cabral vi fu invitato dal sovrano locale. Alla fine di quello stesso anno, la flotta di João da Nova ufficializzò la presenza portoghese a Kannur fondandovi una feitoria, riorganizzata l'anno successivo (1502) da Vasco da Gama che vi lasciò Gonçalo Gil Barbosa come fattore. Da qui zenzero, cardamomo e cavalli furono importati principalmente per gli eserciti dell'Impero di Vijayanagara.
Le rivalità con i mercanti musulmani locali si fecero presto sentire, tanto che, nell'ottobre del 1505, la flotta del futuro viceré, Francisco de Almeida, si soffermò in città. Assistito dal vecchio, longevo fattore Barbosa, Almeida negoziò con il sovrano locale la costruzione di una fortezza in grado di difendere la feitoria.

Le fortificazioni furono erette nello stesso anno, in posizione dominante su un vasto promontorio che si protendeva sul mare, dominando la baia, a una certa distanza ad est della città. Si cominciò con l'erezione di un muro sul lato terra, preceduto da un fossato, dietro il quale furono costruite la feitoria e la fortezza, dominata dal mastio, accanto al quale fu costruita la casa del capitano.

Il momento esatto dell'erigenda è difficile da determinare. Ferguson suggerisce che fu iniziata subito dopo l'arrivo dell'Armada nell'ottobre 1505 ma Correia afferma che fu iniziata solo nel maggio 1506. Come riportato da Góis, il regimento di Almeida non gli comandava la costruzione di un forte a Cannanore bensì di uno a Kollam, è probabile che i negoziati con il ragià di Kannur non siano cominciati prima degli scontri con i mercanti musulmani a Kollam (novembre 1505). Dopo il completamento del forte di Kannur, Almeida lo consegnò al capitano pre-designato originariamente per Kollam, D. Lourenço de Brito (un fidalgo, apparentemente coppiere di re Manuele), e nominò un nuovo fattore, Lopo Cabreira, in sostituzione di Barbosa, e un nobile castigliano noto come 'Guadalajara' come magistrato (alcaide-mor) della città. Almeida lasciò Brito con una guarnigione di 150 uomini e due navi pattuglia, le navetas di Rodrigo Rabello (la São Miguel?) e Fernão Bermudez.
Tra maggio e agosto 1507, la fortezza subì un duro assedio, provocato da una questione di successione dinastica nella famiglia Kolathiri che aveva posto sul trono un erede favorevole agli interessi dello Zamorin e della comunità di mercanti musulmane della città, a discapito dei portoghesi. Il viceré Francisco de Almeida fu informato del complotto anti-lusitano in atto dal corsaro Timoji che rifornì gli assediati. Le operazioni si chiusero con l'arrivo di una flotta di soccorso il 27 agosto 1507 al comando di Tristao da Cunha, che riportò il ragià su posizioni filo-portoghesi. Francisco Serrão faceva parte di questa flotta. L'episodio è ricordato in un verso de I Lusiadi: " Vedrai la fortezza sostenersi / Da Cananor, con poca forza e gente."
Nell'agosto del 1509 Almeida, rifiutandosi di riconoscere Alfonso de Albuquerque quale suo successore nella carica di viceré, lo trattenne a Castel Sant'Angelo dopo la battaglia navale di Diu. Albuquerque fu rilasciato dopo tre mesi di reclusione e si insediò con l'arrivo di una flotta più grande nell'ottobre 1509, comandata dal maresciallo del Portogallo. Ad Albuquerque si dovette la ricostruzione/ristrutturazione della fortezza.
La fortezza fu rinforzata nel 1526 su iniziativa dell'allora governatore D. Lopo Vaz de Sampaio. Il Cananor portoghese si sviluppò poi ad est del corpo principale della fortezza: tra questo e il muro esterno si trovava la parte abitativa dove, nel XVII secolo, vivevano una quarantina di famiglie "sposate" portoghesi e trenta famiglie "sposate di terra" ( cristiani autoctoni). A occidente, all'estremità del promontorio, si trovavano il molo e gli edifici dell'ospedale, magazzini (rifornimenti e munizioni), e un eremo . Al di là delle mura della città portoghese, esisteva una zona mista, abitata dalla popolazione portoghese-indiana o cristianizzata, oltre a un piccolo villaggio di pescatori indù. La città natale di Cananor, designata dalle fonti portoghesi "bazar moresco ", era situata al centro della baia a una certa distanza dalla fortezza portoghese.
Sotto il governo del viceré D. Antão de Noronha, durante l'assedio del 1565, D. António de Noronha era responsabile della sua difesa, poiché il suo capitano dell'epoca, D. Paio de Noronha, voleva abbandonarlo.
Nel 1663 Cananor fu conquistata dalle forze olandesi, anno della caduta della città di Cochin, ponendo fine all'influenza commerciale portoghese sulla costa del Malabar. Gli olandesi modernizzarono l'antica fortificazione portoghese e furono eretti nuovi bastioni, con i nomi di "Hollandia", "Zeelandia" e "Frieslandia", che sono le principali strutture giunte fino ai giorni nostri. La struttura originale portoghese fu successivamente demolita. Gli olandesi vendettero la fortificazione al sultano Ali Raja di Arakkal nel 1772.
Pochi anni dopo, nel 1790 fu conquistata dalle forze britanniche, quando divenne il quartier generale delle forze militari britanniche sulla costa del Malabar fino al 1887.
Un dipinto di questo forte, che mostra una barca con pescatori nella baia di Mappila, è in mostra al Rijksmuseum di Amsterdam.
La testa di Kunjali Marakkar è stata esposta sulle mura della fortezza dopo il suo assassinio.

## Descrizione
Della fortificazione manuelina, con importanti rimaneggiamenti introdotti nel XIX secolo dagli inglesi, rimangono solo vestigia della primitiva torre e del muro sopra gli scogli della spiaggia.
La fortezza portoghese, all'estremità di uno sperone roccioso, era dominata da una torre a tre piani attorno alla quale si trovavano le case del capitano e la feitoria. Il complesso restò sostanzialmente immutato fino al XVII secolo. La città portoghese era circondata da un muro bastionato di 550 metri d'estensione, dotato di fossato.

## Conservazione
Il porto di Moppila Bay e la moschea di Arakkal sono vicini al forte. Il forte è ora ben mantenuto sotto la supervisione della Archaeological Survey of India. I turisti possono entrare nel forte tutti i giorni della settimana, dalle 8:00 alle 18:00.

## Galleria d'immagini

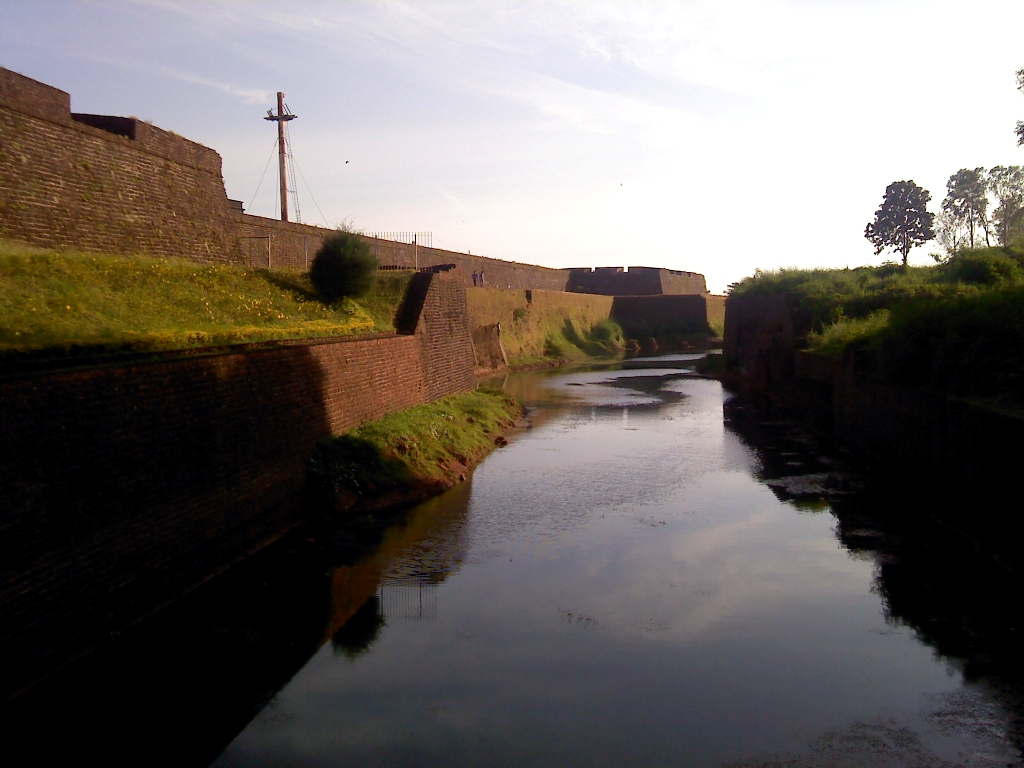
Castel Sant'Angelo di Kannur
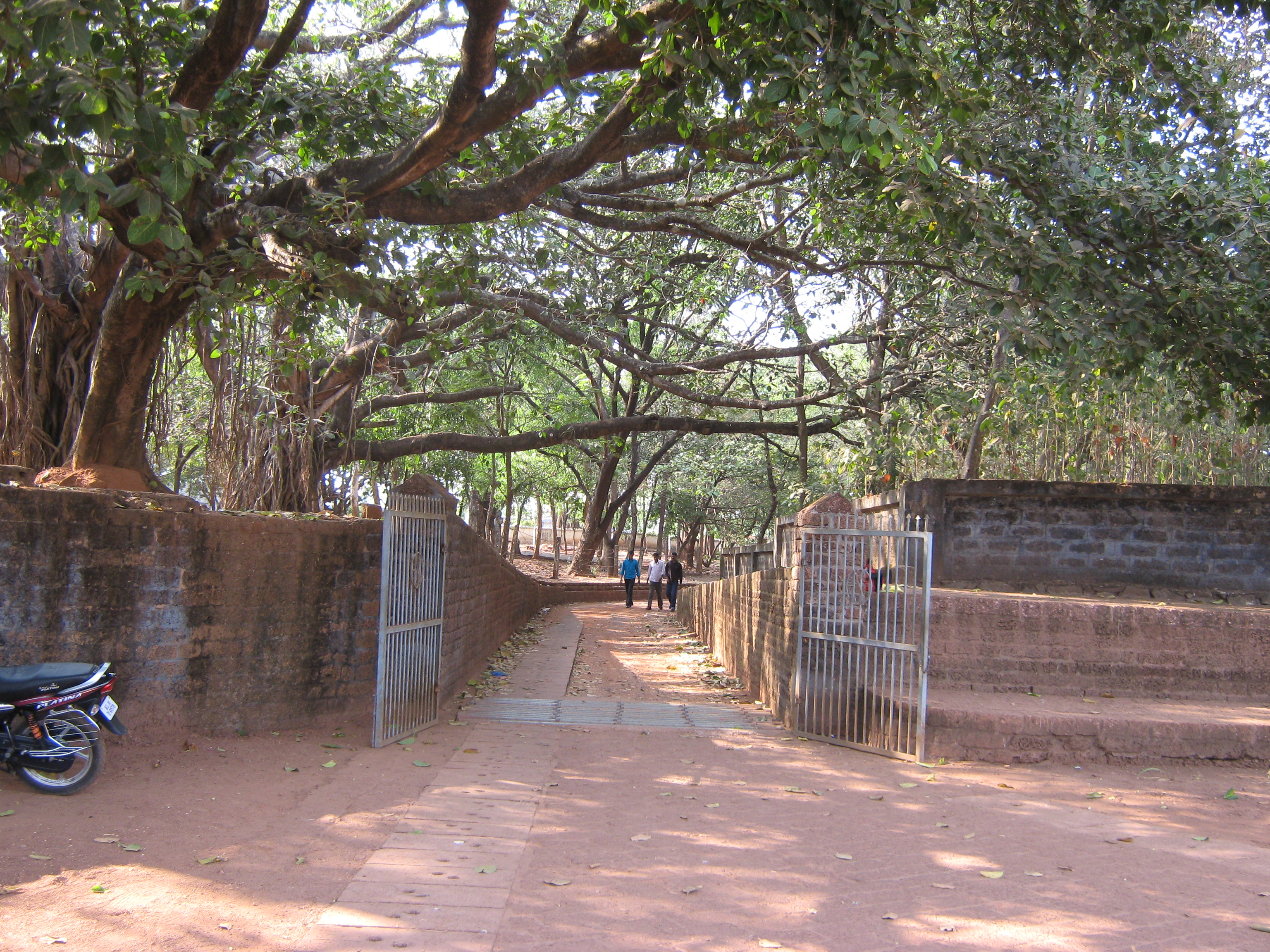
La porta del forte
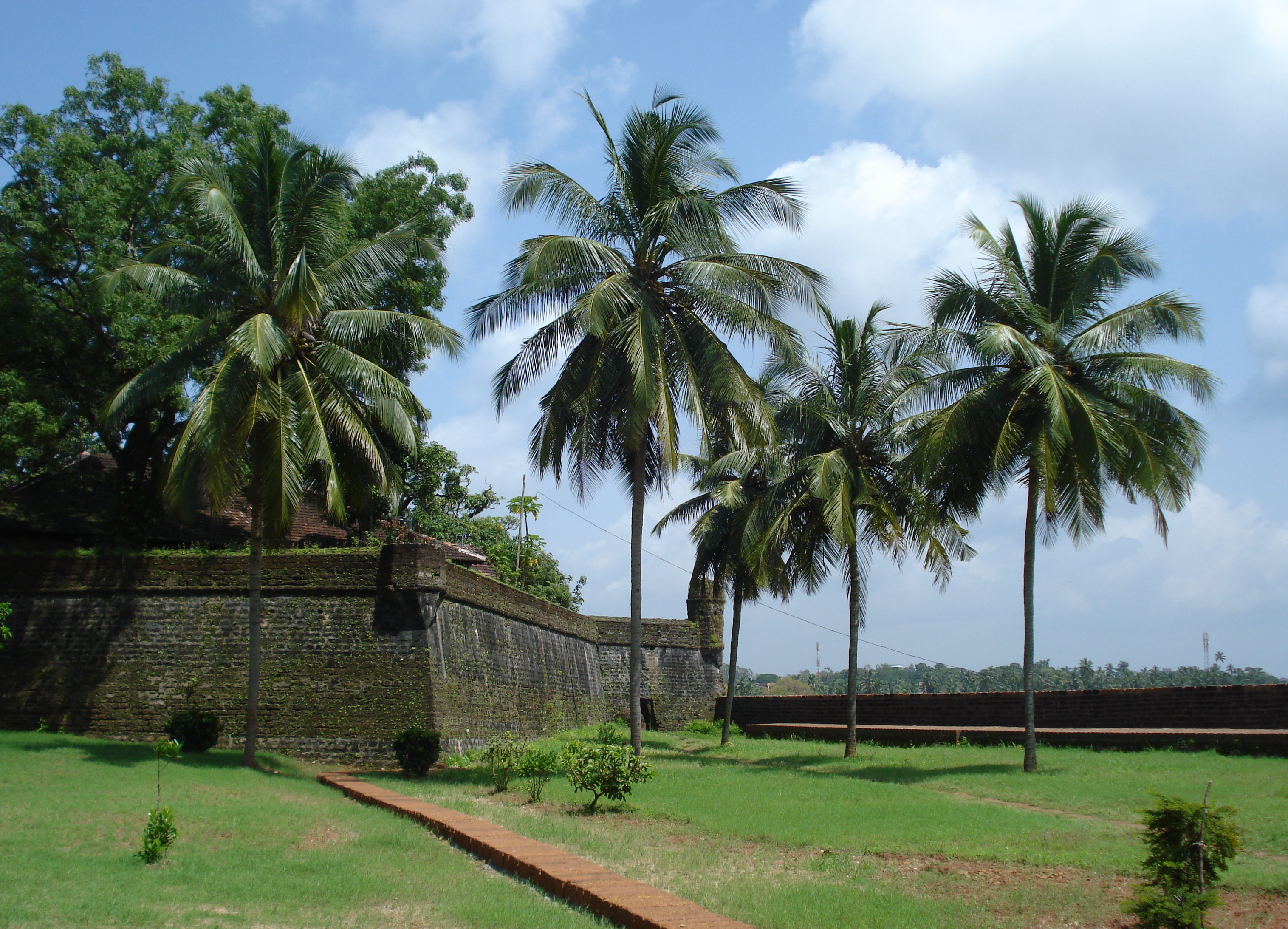
Castel Sant'Angelo di Kannur (interno).
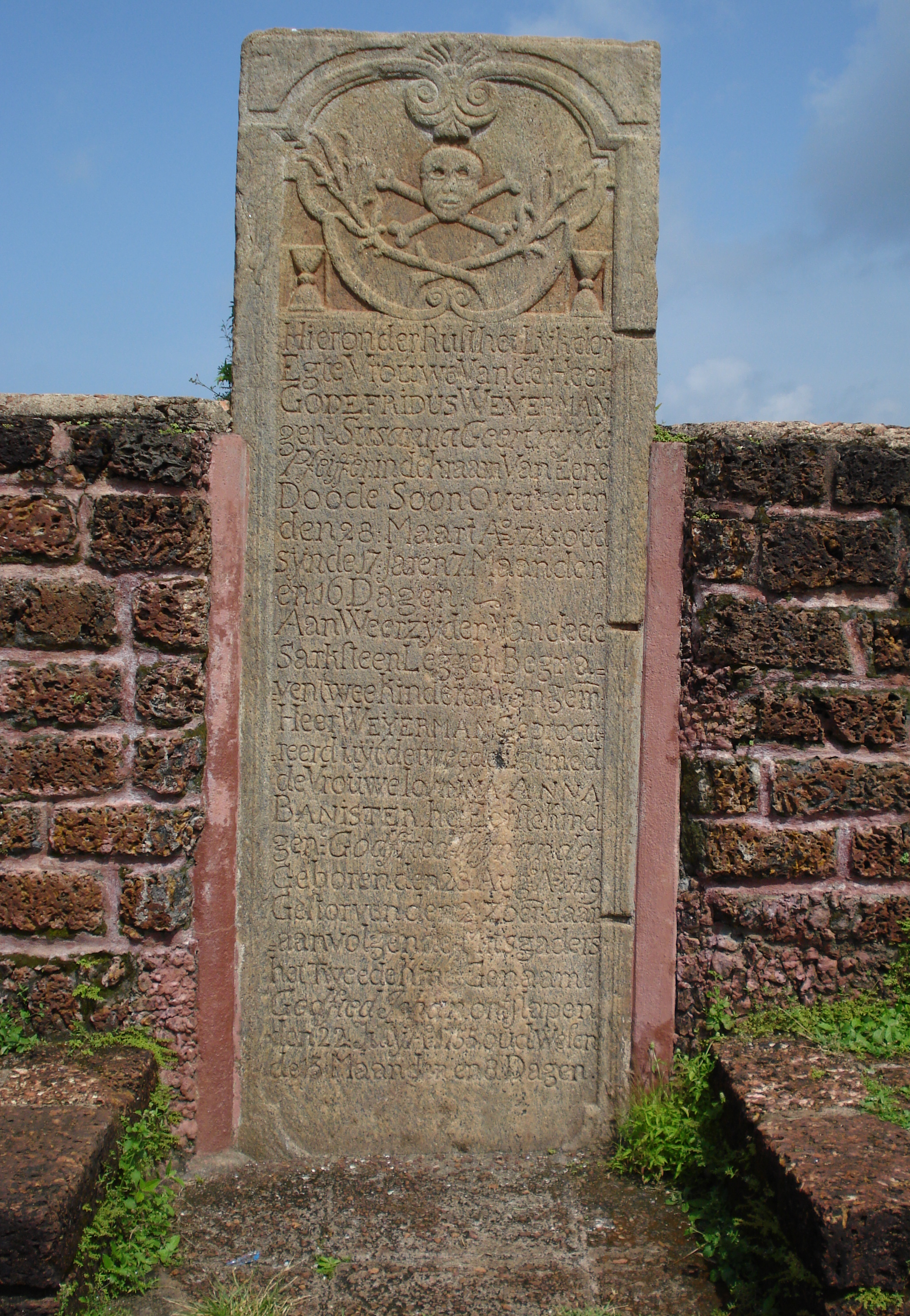
La tomba della moglie di uno dei comandanti olandesi e di due bambini con iscrizioni olandesi.
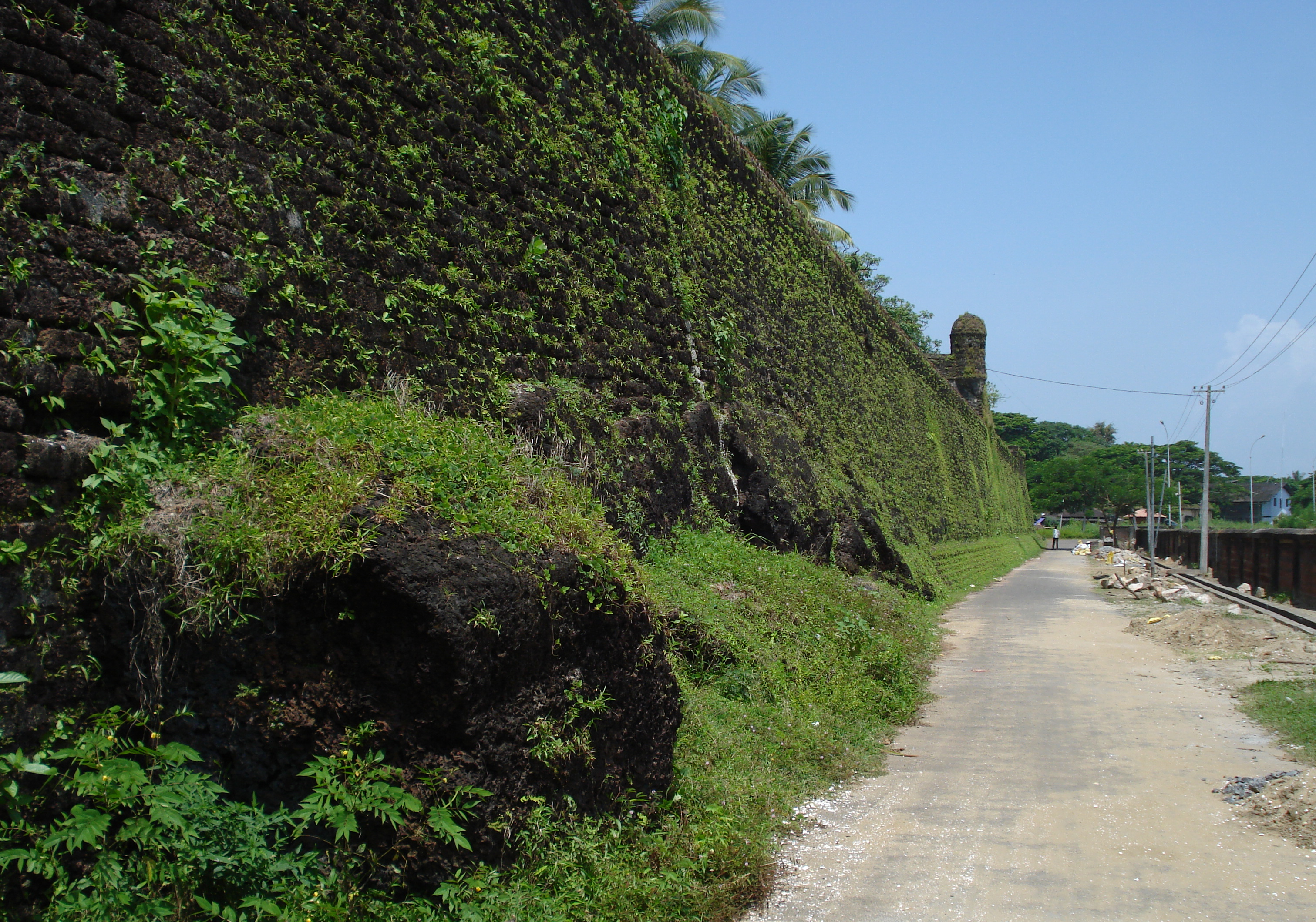
La torre di guardia.
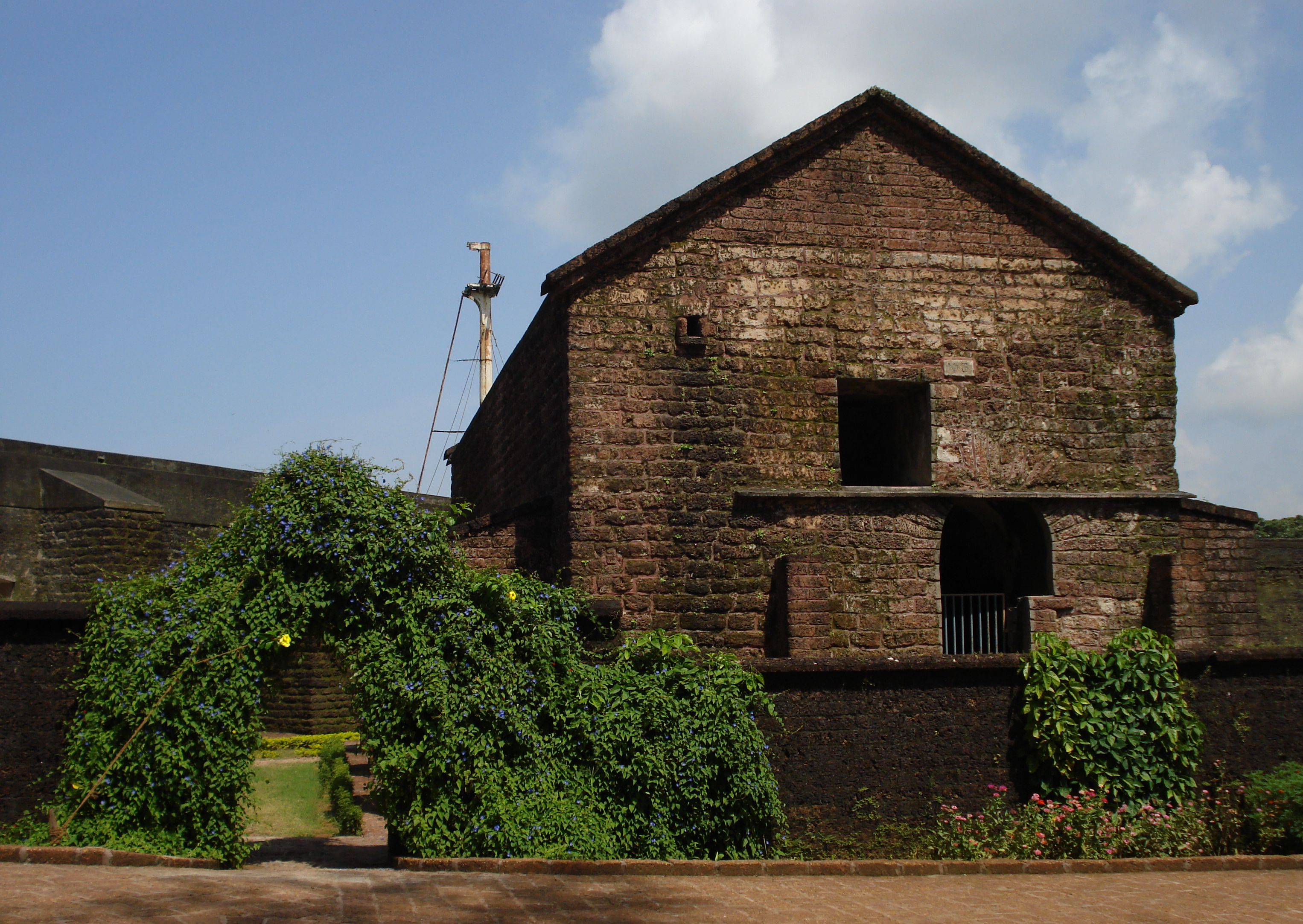
La cappella all'interno del forte dopo il restauro.
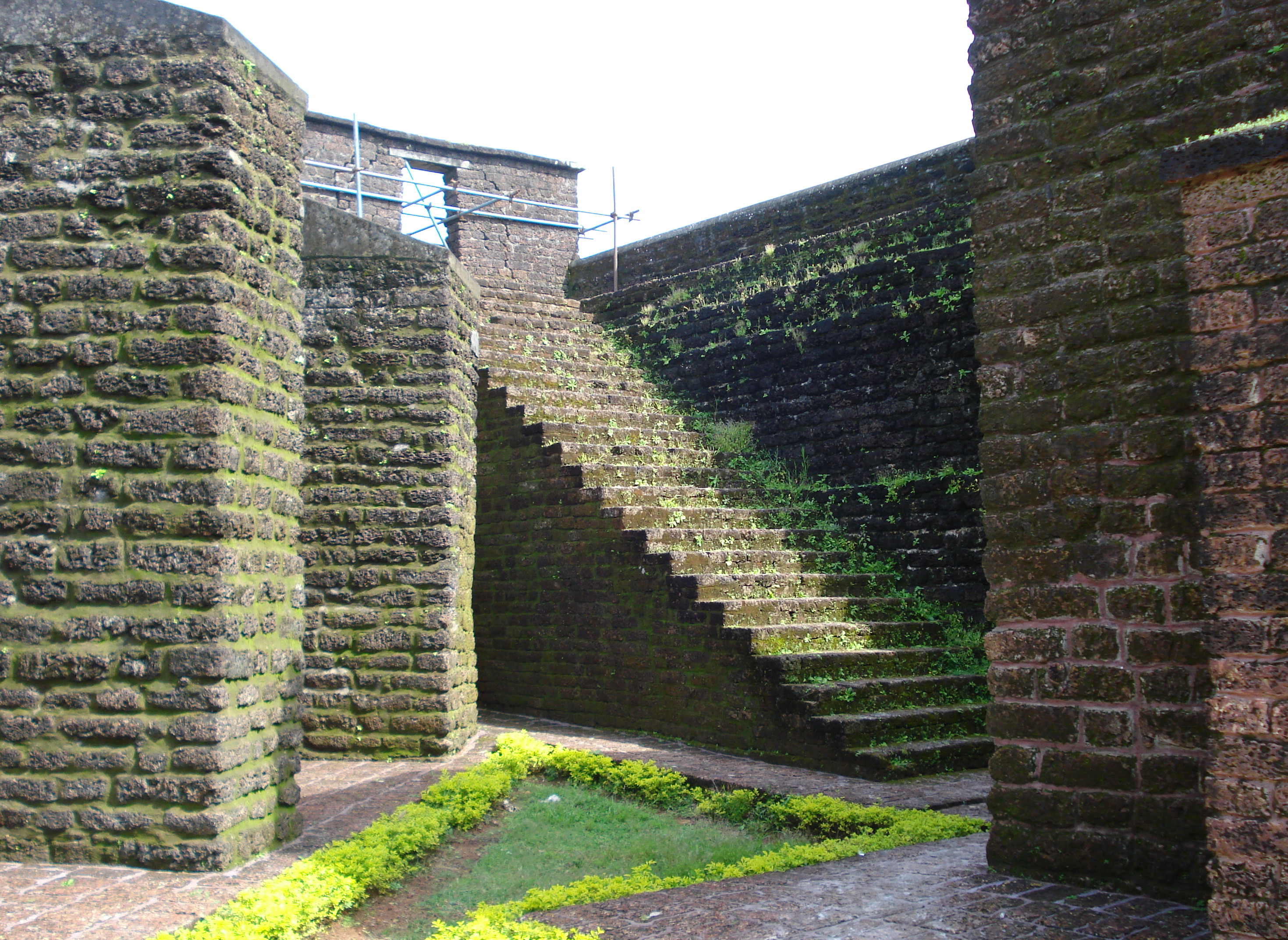
Le scale portano alla sommità del muro del forte. Si noti che l'intero forte è realizzato in laterite.
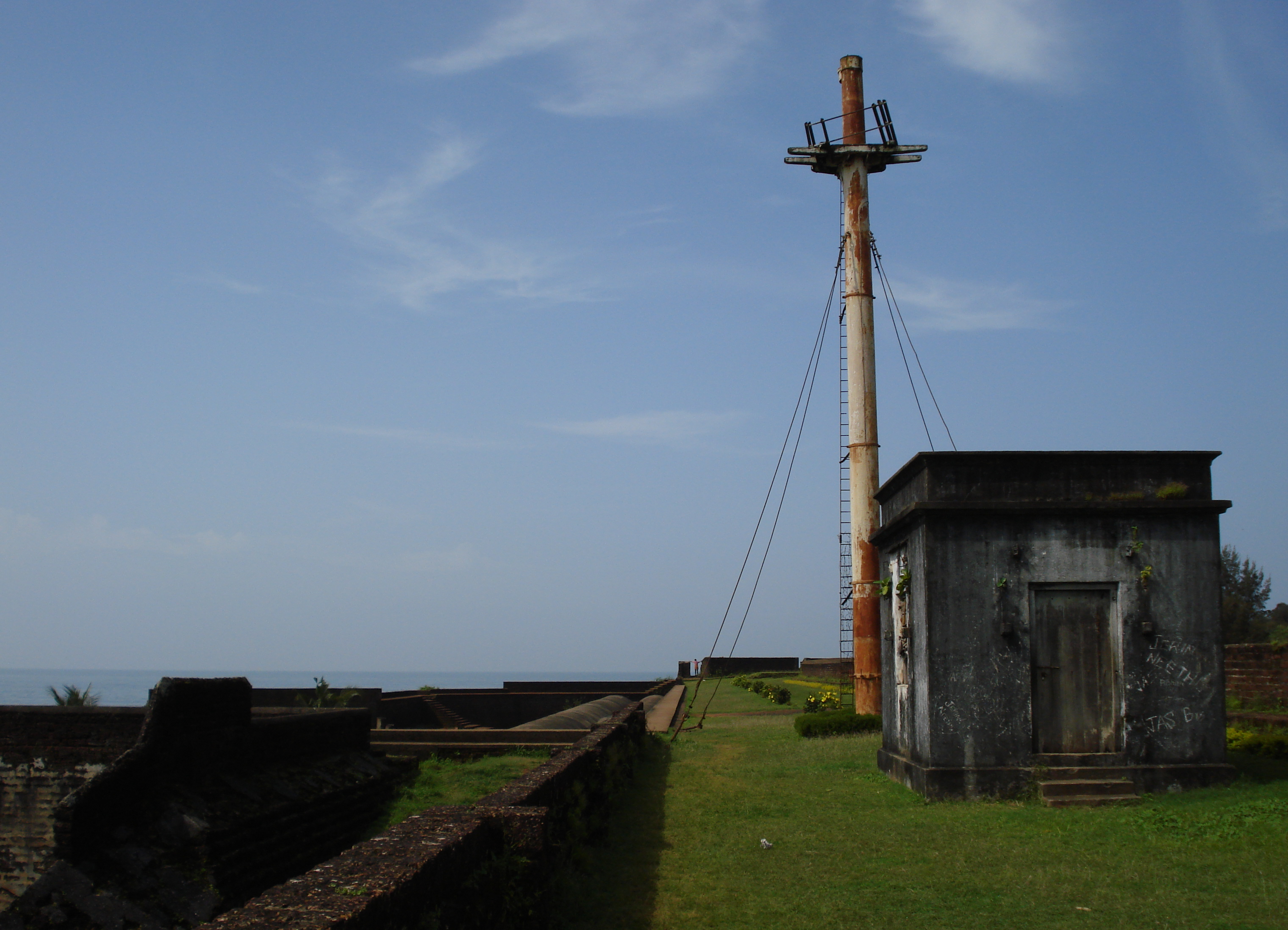
Il faro di Kannur all'interno del forte.
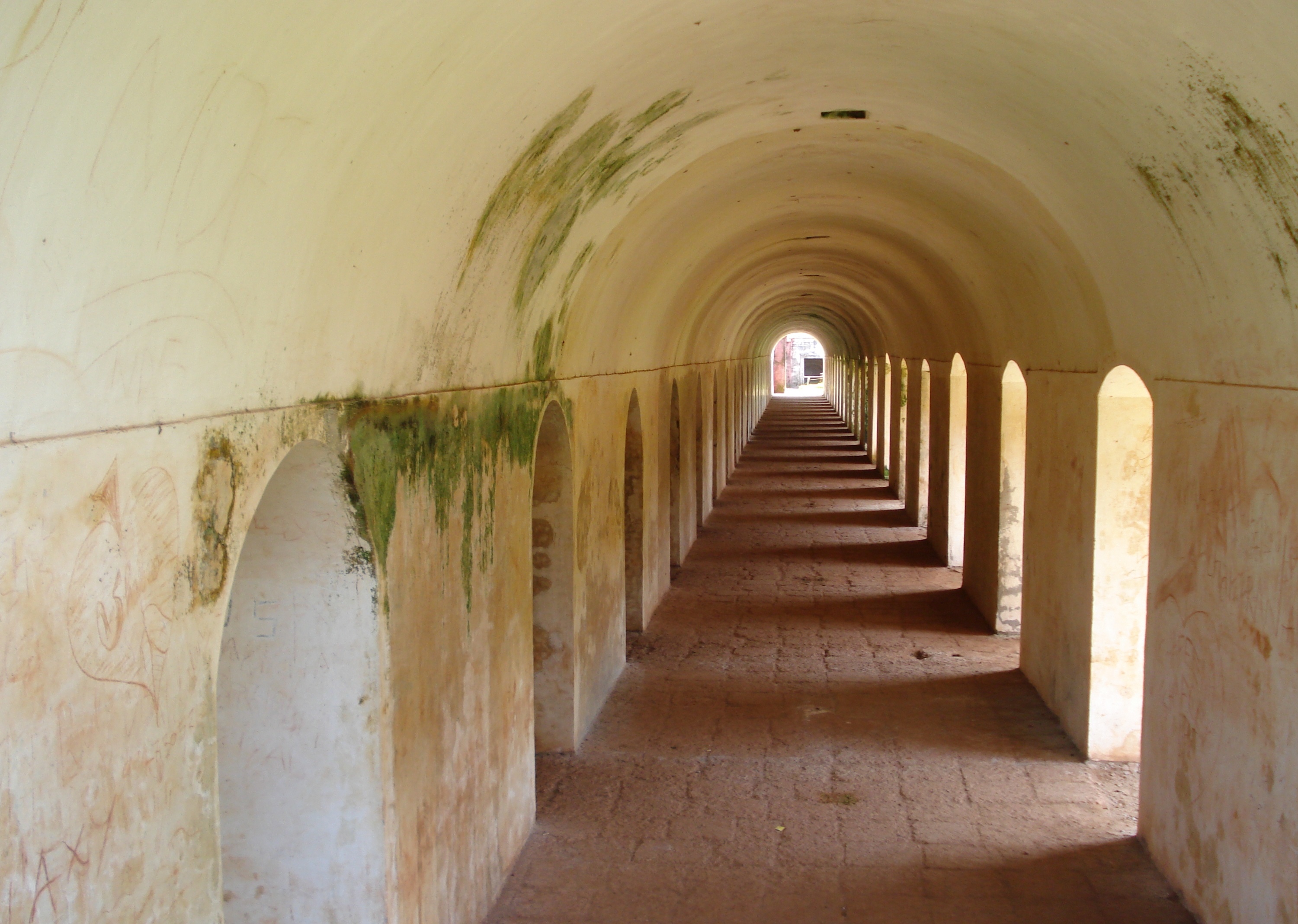
Vista interna della caserma.
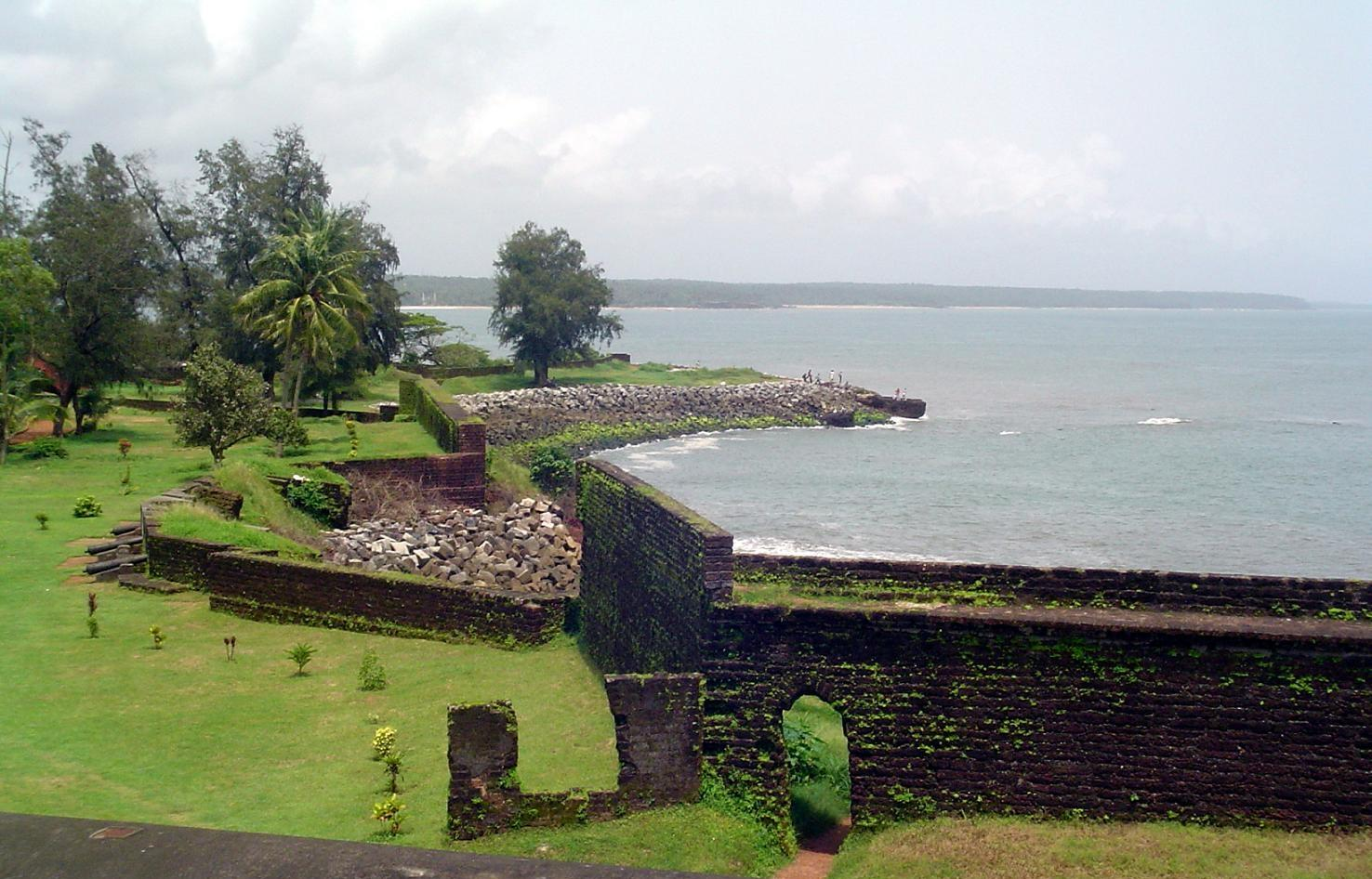
Un'altra vista dall'alto delle scuderie.
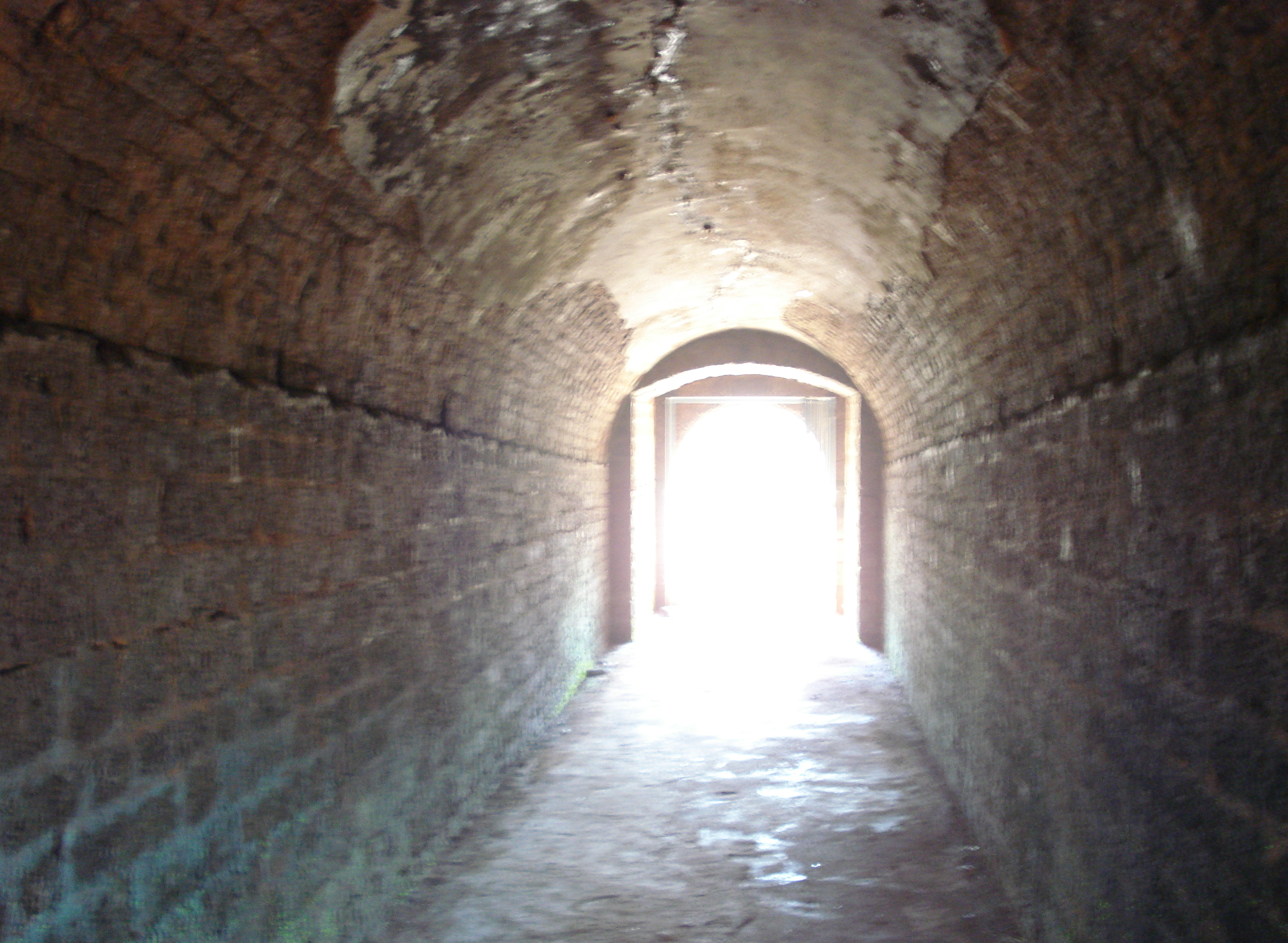
l'ingresso del vecchio forte
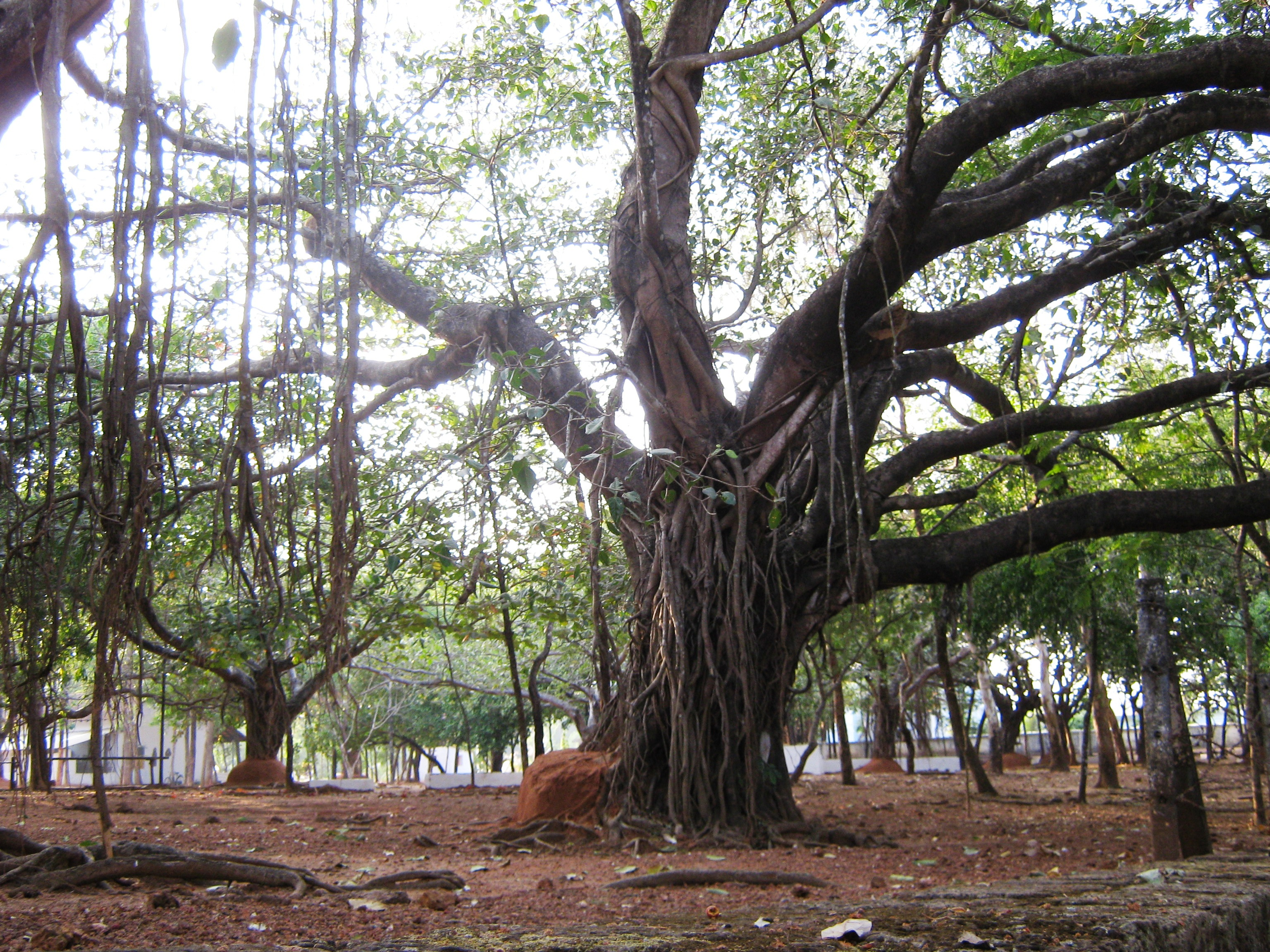
Entrata del forte
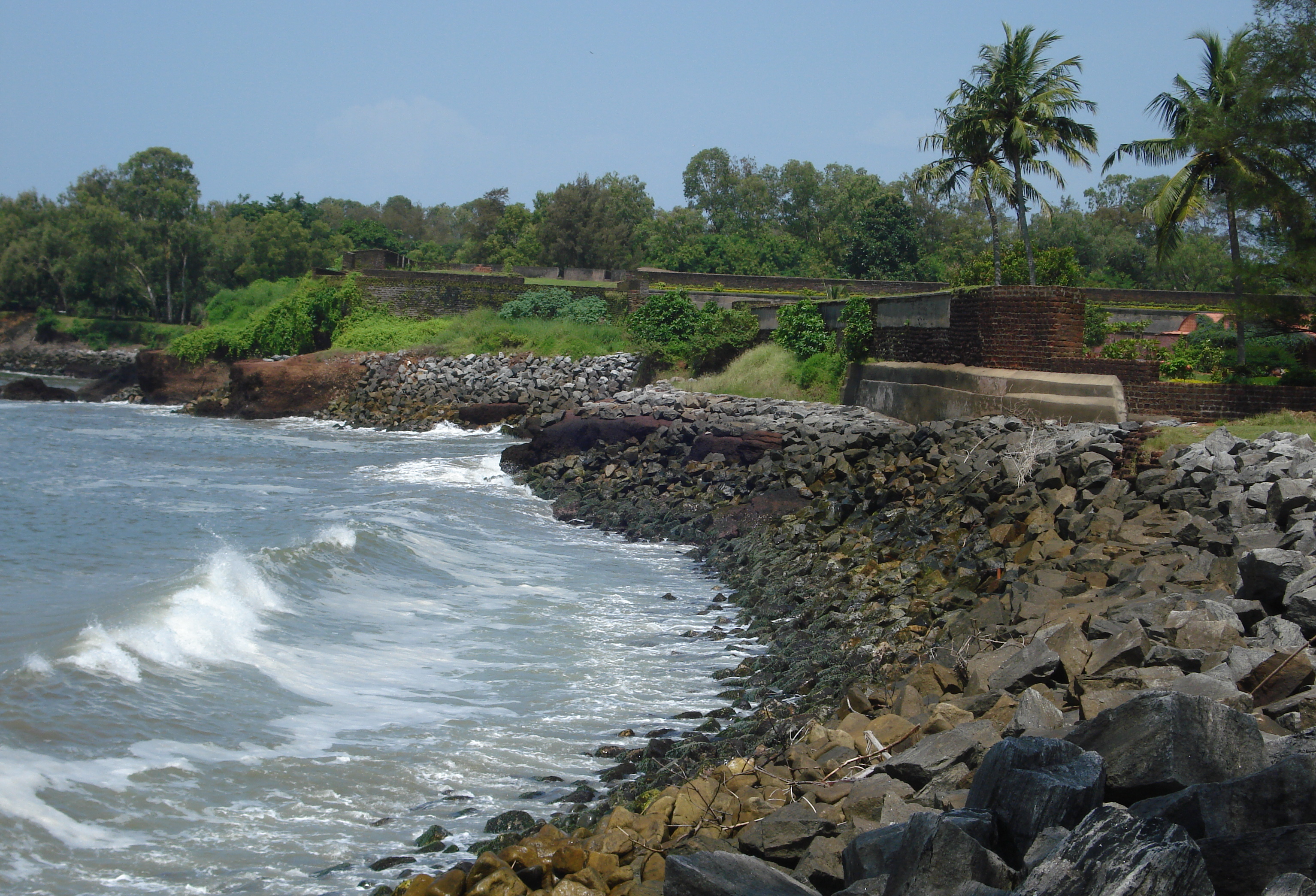
Fortezza di Kannur e il Mar Arabico.
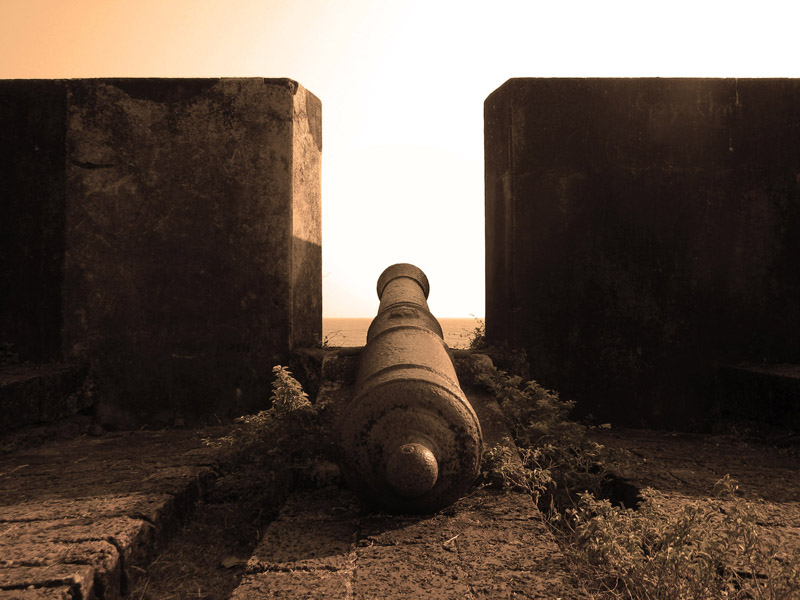
Cannone di Castel Sant'Angelo di Kannur.
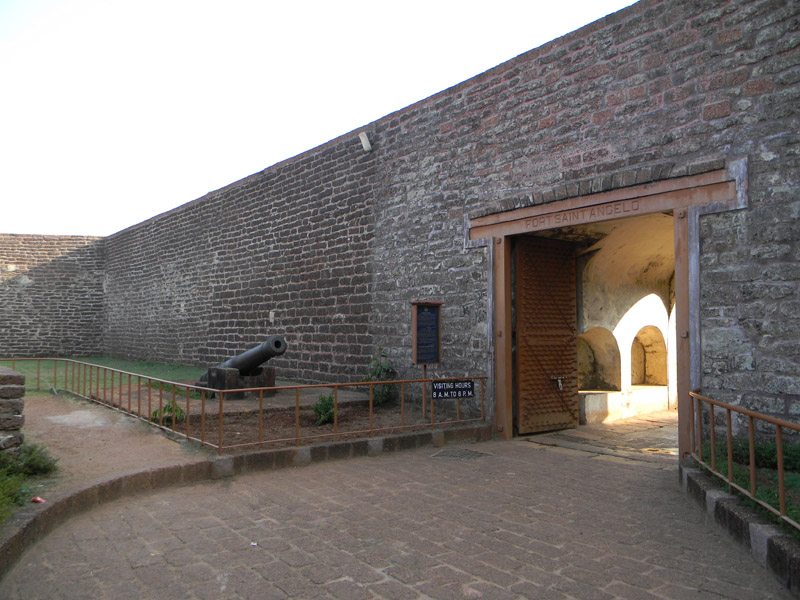
Entrata principale.
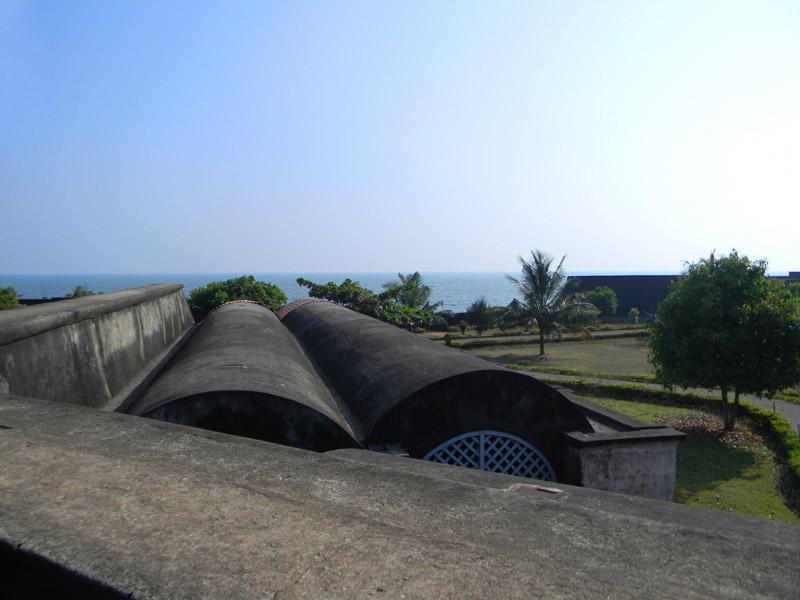
Vista dall'alto.
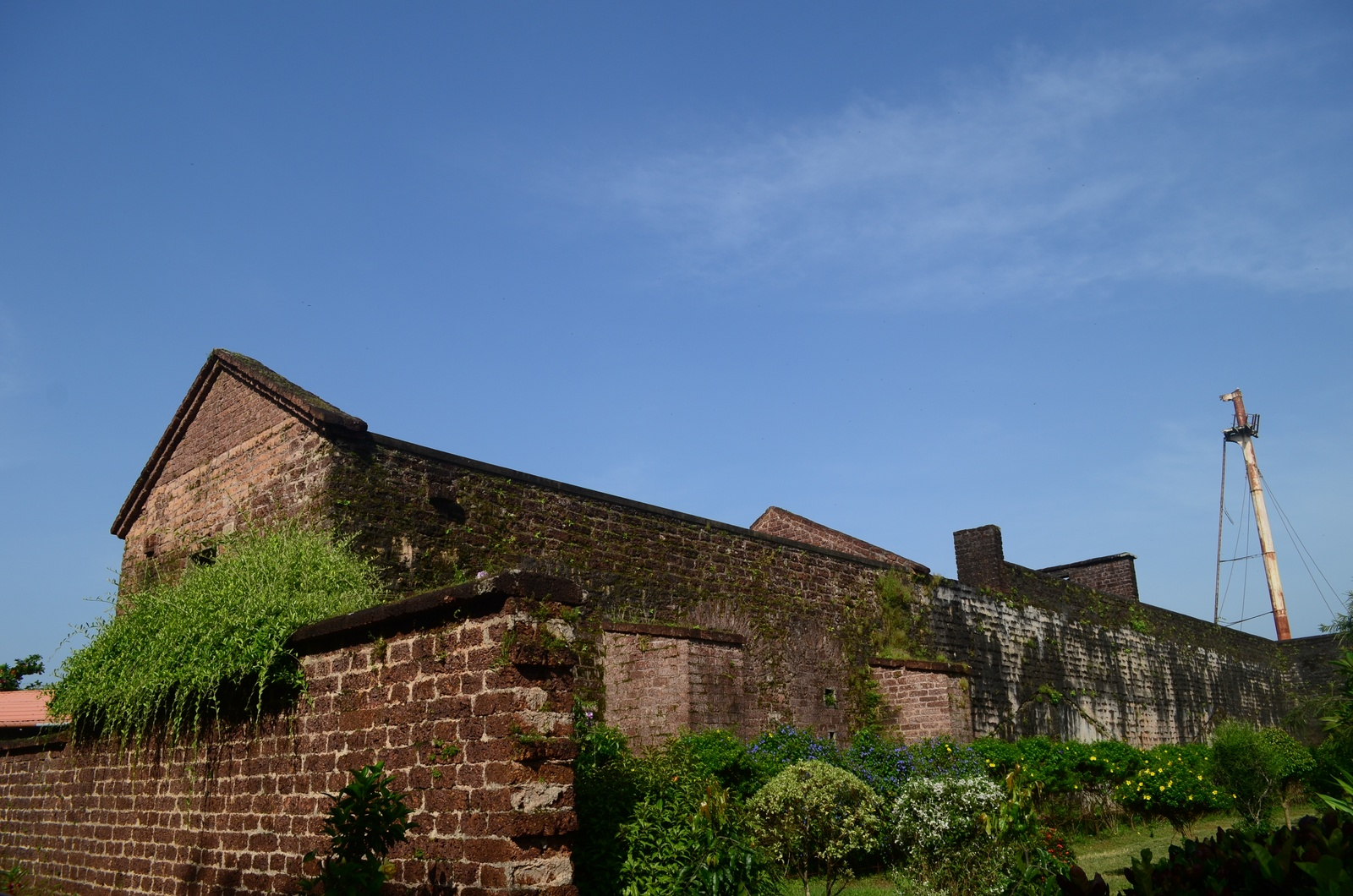
Castel Sant'Angelo di Kannur.

### Fonti
- (PT) João de Barros, Décadas da Ásia: Dos feitos, que os Portuguezes fizeram no descubrimento, e conquista, dos mares, e terras do Oriente, 1552-1559.
- (PT) Damião de Góis, Crónica do Felicissimo Rei D. Manuel, 1566–67.

### Studi
- (PT) Carrasco C, Cananor, in Albuquerque L : de (a cura di), Dicionário de História dos Descobrimentos Portugueses (v. I), 1993,  p. 185.
- (EN) Danvers FC, The Portuguese in India: being a history of the rise and decline of their eastern empire (Vol. 2), Londra, Elibron Classics, 2007.
- (EN) Edakkad S, Vasco da Gama and the Unknown Facts of History.
- (INC) Edakkad S, Kannur Kaanaan Ariyaan.
- (PT) Ferguson D, The Discovery of Ceylon by the Portuguese in 1506, in Journal of the Ceylon Branch of the Royal Asiatic Society, vol. 19, n. 59, 1907,  pp. 284-400.